# Polskowola
Polskowola (do 1919 Ruskowola, nast. Polska Wola)  – wieś w Polsce, położona w województwie lubelskim, w powiecie radzyńskim, w gminie Kąkolewnica.
| SIMC    | Nazwa        | Rodzaj    |
| ------- | ------------ | --------- |
| 1024480 | Kołpinka     | część wsi |
| 0013480 | Podgrabowiec | część wsi |
| 0013497 | Podkołpinka  | część wsi |

Wieś stanowi sołectwo gminy Kąkolewnica. Według Narodowego Spisu Powszechnego z roku 2011 wieś liczyła 793 mieszkańców.
Miejscowość, zamieszkana przez ludność ruską, nosiła do 3 marca 1919 r. nazwę „Ruskowola”. Istniała w niej parafia prawosławna, którą na skutek unii brzeskiej przemianowano na greckokatolicką; po kasacie unii parafia ponownie była, w latach 1875–1919, prawosławna. 
W miejscowości znajduje się m.in. cmentarz żołnierzy Armii Czerwonej.
W latach 1954-1961 wieś była siedzibą gromady Polskowola, po jej zniesieniu w gromadzie Kąkolewnica Wschodnia.W latach 1975–1998 miejscowość należała administracyjnie do województwa bialskopodlaskiego.